# PR-364
A Rodovia PR-364 é uma estrada pertencente ao governo do Paraná que liga as cidades de São Mateus do Sul (próxima à divisa com o Estado de Santa Catarina) e Guaíra (próxima à divisa com o Estado de Mato Grosso do Sul e com o Paraguai).
A rodovia PR-364 coincide com a PR-239 no trecho entre Campina da Lagoa e Assis Chateaubriand.

## Denominações
- Rodovia João Rocha Ribeiro, no trecho entre Altamira do Paraná e o entroncamento com a PR-239 em Campina da Lagoa, de acordo com a Lei Estadual 10.441 de 30/08/1993.
- Rodovia Edgard Andrade Gomes, no trecho entre o entroncamento com a BR-153(B) e Inácio Martins, de acordo com a Lei Estadual 10.489 de 26/10/1993.
- Rodovia Luiz Douglas Araujo, no trecho entre o entroncamento com a BR-277 na localidade de Três Capões e Marquinho, de acordo com a Lei Estadual 12.543 de 25/01/1999.

## Trechos da Rodovia
A rodovia possui uma extensão total de aproximadamente 594,6 km (incluindo 50,7 km apenas planejados), podendo ser dividida em 31 trechos, conforme listados a seguir:
| Ponto de referência                              | Extensão do trecho | Extensão acumulada | Situação        |
| ------------------------------------------------ | ------------------ | ------------------ | --------------- |
| Entroncamento BR-476 (São Mateus do Sul)         | ---                | 0 km               | ---             |
| Entroncamento BR-153 (A)                         | 48,1 km            | 48,1 km            | Pavimentado     |
| Entroncamento BR-153 (B)                         | 4,1 km             | 52,2 km            | Pavimentado     |
| Entroncamento PR-160                             | 23,45 km           | 75,65 km           | Pavimentado     |
| Inácio Martins                                   | 26,1 km            | 101,75 km          | Pavimentado     |
| Localidade de Góes Artigas                       | 20 km              | 121,75 km          | Pavimentado     |
| Entroncamento BR-277/BR-373                      | 14 km              | 135,75 km          | Pavimentado     |
| Acesso secundário a Guarapuava                   | 16,6 km            | 152,35 km          | Pavimentado     |
| Entroncamento PRT-466 (Guarapuava)               | 5,5 km             | 157,85 km          | Pavimentado     |
| Entroncamento PR-170                             | 5,7 km             | 163,55 km          | Pavimentado     |
| Entroncamento BR-277 (B)/BR-373 (Três Capões)    | 18 km              | 181,55 km          | Pavimentado     |
| Entroncamento PR-825 (acesso a Campina do Simão) | 15,4 km            | 196,95 km          | Pavimentado     |
| Goioxim (Viaduto Rede Ferroviária)               | 35,1 km            | 232,05 km          | Pavimentado     |
| Entroncamento PRT-158 (A) (Marquinho)            | 43,6 km            | 275,65 km          | Não pavimentado |
| Acesso a Laranjal                                | 31,65 km           | 307,3 km           | Pavimentado     |
| Entroncamento PRT-158 (B)/PR-456 (Palmital)      | 4,8 km             | 312,1 km           | Pavimentado     |
| Laranjal                                         | 26,8 km            | 338,9 km           | Pavimentado     |
| Altamira do Paraná                               | 31,7 km            | 370,6 km           | Planejado       |
| Entroncamento PR-239/PR-471 (Campina da Lagoa)   | 27,5 km            | 398,1 km           | Pavimentado     |
| Entroncamento BR-369 (A)                         | 14,9 km            | 413,0 km           | Pavimentado     |
| Entroncamento PR-925 (acesso a Ubiratã)          | 12,4 km            | 425,4 km           | Pavimentado     |
| Entroncamento BR-369 (B)                         | 23,75 km           | 449,15 km          | Pavimentado     |
| Entroncamento PR-180/PR-575 (Nova Aurora)        | 9,5 km             | 458,65 km          | Pavimentado     |
| Iracema do Oeste                                 | 14 km              | 472,65 km          | Pavimentado     |
| Entroncamento PR-317 (A) (Jesuítas)              | 10 km              | 482,65 km          | Pavimentado     |
| Início da Pista Dupla (Assis Chateaubriand)      | 12,9 km            | 495,55 km          | Pavimentado     |
| Entroncamento PR-239/PR-486                      | 3,3 km             | 498,85 km          | Duplicado       |
| Início da pista dupla                            | 15 km              | 513,85 km          | Pavimentado     |
| Fim da pista dupla                               | 1 km               | 514,85 km          | Duplicado       |
| Entroncamento PR-182 (Palotina)                  | 26,75 km           | 541,6 km           | Pavimentado     |
| Entroncamento PR-496 (Terra Roxa)                | 34 km              | 575,6 km           | Pavimentado     |
| Entroncamento BR-163/BR-272 (Guaíra)             | 19 km              | 594,6 km           | Planejado       |

Extensão construída: 543,9 km (91,47%)
Extensão pavimentada: 452,2 km (76,05%)
Extensão duplicada: 4,3 km (0,72%)

## Municípios atravessadas pela rodovia
- São Mateus do Sul
- Rebouças
- Irati
- Inácio Martins
- Guarapuava
- Campina do Simão
- Goioxim
- Marquinho
- Palmital
- Laranjal
- Altamira do Paraná
- Campina da Lagoa
- Ubiratã
- Nova Aurora
- Iracema do Oeste
- Jesuítas
- Assis Chateaubriand
- Palotina
- Terra Roxa
- Guaíra